# パパ (サモア)
パパ (Papa) は、サモアのサバイイ島の南岸に位置する村。パラウリ行政区に属する。人口は263人（2006年国勢調査）。